# فدروف (شهرستان نوکت)
فدروف (به قرقیزی: Федорово، فەدوروۋو) یک منطقهٔ مسکونی در قرقیزستان است که در شهرستان نوکت واقع شده‌است. فدروف ۱ کیلومتر مربع مساحت و ۴٬۳۶۸ نفر جمعیت دارد و ۱٬۴۱۲ متر بالاتر از سطح دریا واقع شده‌است.